# Papiro de Turim

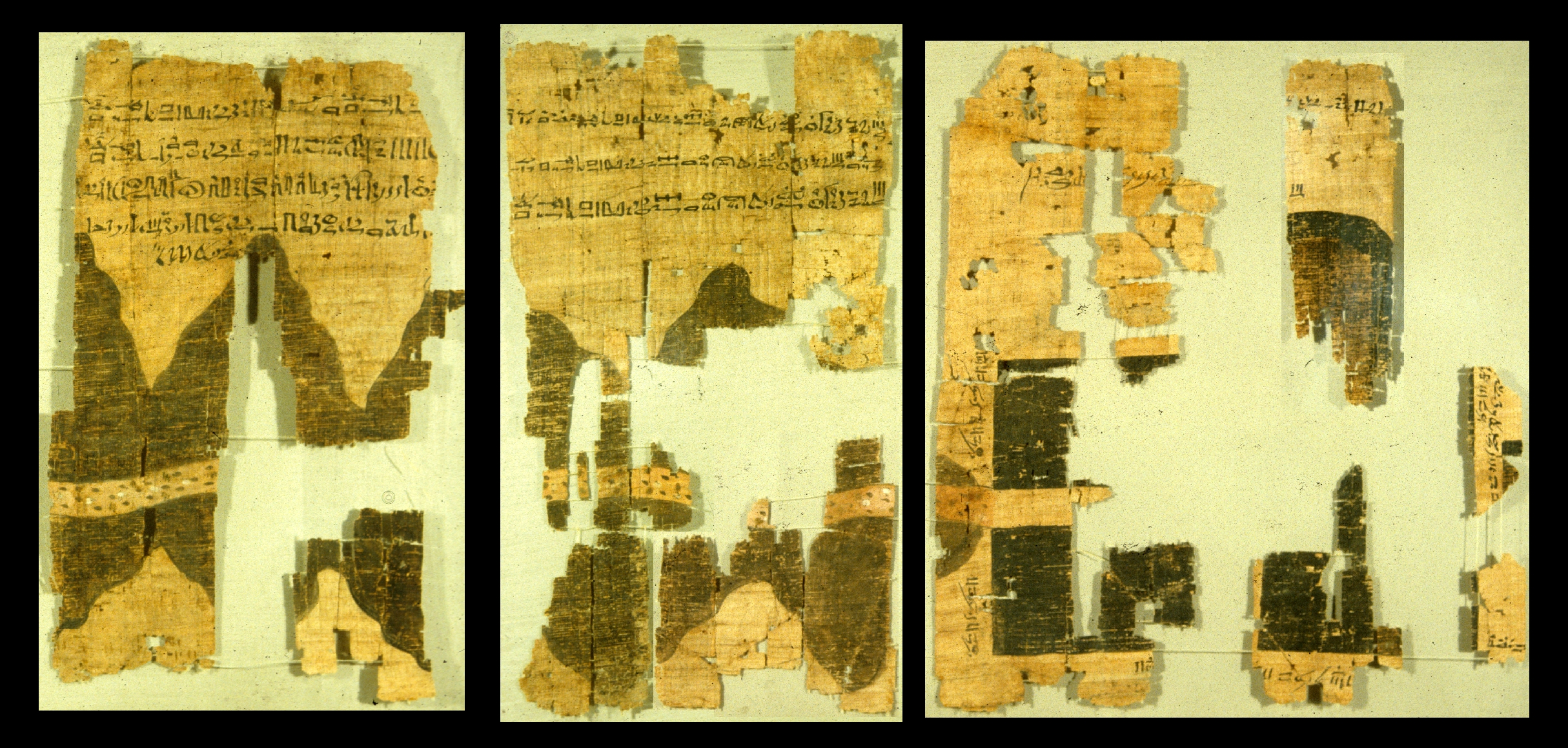
Fragmento do Papiro Real de Turim

O Papiro de Turim ou Cânone Real de Turim,  também conhecido como Lista de Reis de Turim ou Papiro Real de Turim, é um papiro com textos em escrita hierática, custodiado no Museu Egípcio de Turim, ao qual deve o seu nome.
O texto está datado na época de Ramessés II (embora possa ter sido escrito posteriormente) e menciona os nomes dos faraós que reinaram no Antigo Egito, precedidos pelos deuses que "governaram" antes da época faraônica.
O papiro, de dimensão 170 cm por 41 cm, consta de uns 160 fragmentos, a maioria muito pequenos, faltando muitos pedaços.

## História do documento
Quando foi descoberto pelo explorador italiano Bernardino Drovetti em 1822, nas proximidades de Luxor, parece que estava quase íntegro, mas quando o rei da Sardenha o doou à coleção do Museu Egípcio de Turim já estava muito deteriorado.
A importância de este papiro foi reconhecida de imediato pelo egiptólogo francês Jean-François Champollion, e posteriormente por Gustavus Seyffarth, empenhando-se na sua reconstrução e restauração. Embora se conseguisse ordenar a maior parte dos fragmentos na posição correcta, a diligente intervenção destes dois homens também chegou tarde, já que muitos pedaços deste importante papiro se tinham perdido.
Não sabemos que fontes utilizou o escriba para organizar a lista, se a copiou simplesmente de um papiro já existente, ou a compôs tendo acesso aos arquivos dos templos, compilando a lista utilizando antigas notas de impostos, decretos e documentos; a primeira possibilidade parece mais provável e implicaria que a Lista Real de Turim é realmente um documento de extraordinário valor histórico.

## O texto
O papiro contém de um lado uma lista de nomes de pessoas e instituições, no que parece ser una estimação de tributos. No entanto, é o outro lado do papiro que suscitou a maior atenção, pois contém uma lista de deuses, semideuses, espíritos, reis míticos e humanos que governaram o Egito, presumivelmente desde o principio dos tempos até à época de composição deste inestimável documento.
O principio e o final da lista perderam-se, o que significa que não temos a introdução da lista – se houve tal introdução – e a relação dos reis que houve depois da XVII dinastia.
O papiro cita nomes de governantes, agrupando-os por vezes e dá a duração do governo de alguns destes grupos, que correspondem, em geral, ao resumo das dinastias de Manetão. Mostra ainda em anos, meses e dias a duração do reinado de muitos faraós.
Tem ainda os nomes de governantes efémeros, ou mandatários de pequenos territórios, que apenas se conhecem aqui, pois geralmente estão omitidos noutros documentos. A lista inclui os governantes Hicsos, normalmente excluídos de outras listas de reis, e embora os seus nomes não estejam escritos dentro de um cartucho, juntou-se o texto hieroglífico Heqa Jasut para indicar que eram governantes estrangeiros.

## Partes do texto
O texto começa com uma relação de deuses e reis míticos. O primeiro nome de faraó aparece na epígrafe 2.11 (Menés). Embora estejam agrupados de diferente forma em relação à lista de reis de Manetão, para facilitar a datação juntou-se na listagem a classificação dinástica manetoniana, a mais utilizada pelos historiadores modernos.
- 1.x - 1.21: Ptá e a  Grande Enéade
- 1.22 - 2.3: Hórus e a Pequena Enéade
- 2.4 - 2.8: Os Espíritos
- 2.9/10: O deus Ré
- 2.11 - 2.18/19: Dinastia I
- 2.20 - 3.3: Dinastia II
- 3.4 - 3.8: Dinastia III
- 3.9 - 3.16: Dinastia IV
- 3.17 - 3.27: Dinastia V
- 4.1 - 4.7: Dinastia VI
- 4.8 - 4.13/17: Dinastia VII e Dinastia VIII
- 4.18 - 4.26: Dinastia IX
- 5.1 - 5.9/11: Dinastia X
- 5.12 - 5.17/18: Dinastia XI
- 5.19 - 6.3: Dinastia XII
- 6.4 - 7.23: Dinastia XIII
- 8.1 - 10.12/13: Dinastia XIV
- 10.14 - 10.20/21: Dinastia XV (hicsos)
- 10.22 - 10.29/30: Dinastia XVI (hicsos)
- 11.1 - 11.14: Dinastia XVII. Soberanos tebanos, contemporâneos das dinastias XV e XVI.

## Outras listas reais do Novo Reinado
- Lista Real de Abidos
- Lista Real de Carnaque
- Lista real de Medinet Habu
- Tabuleta de Sacará